# Земо Накалакарі
Земо Накалакарі (груз. ზემო ნაქალაქარი) — село в Грузії.
За даними перепису населення 2014 року в селі проживає 161 особа.